# Václav Podestát
Václav Podestát (* 22. května 1960, Kralovice) je český fotograf, vysokoškolský profesor

## Život a tvorba
Začal fotografovat krajinu a zátiší v roce 1977. Od poloviny osmdesátých let ze zaměřil na dokumentární cykly (Lidé z Porty, Život beze snů, Lidé). V roce 1988 absolvoval na Institutu výtvarné fotografie v Praze a v roce 1994 na katedře fotografie FAMU. Od roku 1997 vyučuje fotografii na Slezské univerzitě v Opavě. Od 2013 docent (habilitace na Vysoké škole výtvarných umění v Bratislavě), od roku 2024 profesor. Vedle dokumentárně zaměřené volné tvorby (cykly Život beze snů, Lidé, Privátní příběhy aj.) je činný také jako kurátor výstav pro Muzeum a galerii severního Plzeňska v Mariánské Týnici (např. Zdeněk Lhoták, Jiří Hanke, Bořivoj Hořínek, Jindřich Štreit, Emila Medková, Olbram Zoubek, sestry Válovy, Věra Janoušková, Adolf Born, Oldřich Kulhánek, Miloslav Chlupáč, Václav Fiala, Jiří Slíva, Ota Janeček aj.). Zabývá se i fotografickou kritikou a publicistikou. V roce 2017 mu nakladatelství KANT v Praze vydalo autorskou knihu S andělem uprostřed davu.

Působí také jako výstavní kurátor v Muzeu a galerii severního Plzeňska v Mariánské Týnici.

### Fotografie ve veřejných sbírkách
- Uměleckoprůmyslové museum, Praha
- Muzeum umění, Olomouc
- Národní muzeum fotografie, Jindřichův Hradec
- Muzeum umění a designu, Benešov
- Galerie 4, Cheb
- Chebské muzeum, Cheb
- Slezské zemské muzeum, Opava
- Sbírka Svazu českých fotografů, Národní archiv, Praha
- Bibliothéque Nationale de France, Paříž
- Maison Européenne de la Photographie, Paříž
- Lietuvos fotomenininkų sąjunga, Vilnius